# کاکتوس فلتس (آریزونا)
کاکتوس فلتس (به انگلیسی: Cactus Flats) یک منطقهٔ مسکونی در ایالات متحده آمریکا است که در شهرستان گرهم، آریزونا واقع شده‌است. کاکتوس فلتس ۱۶٫۰۲ کیلومتر مربع مساحت و ۳۹٬۵۴۰ نفر جمعیت دارد و ۹۵۳٫۱۲ متر بالاتر از سطح دریا واقع شده‌است.